# ジャン＝クロード・リセ

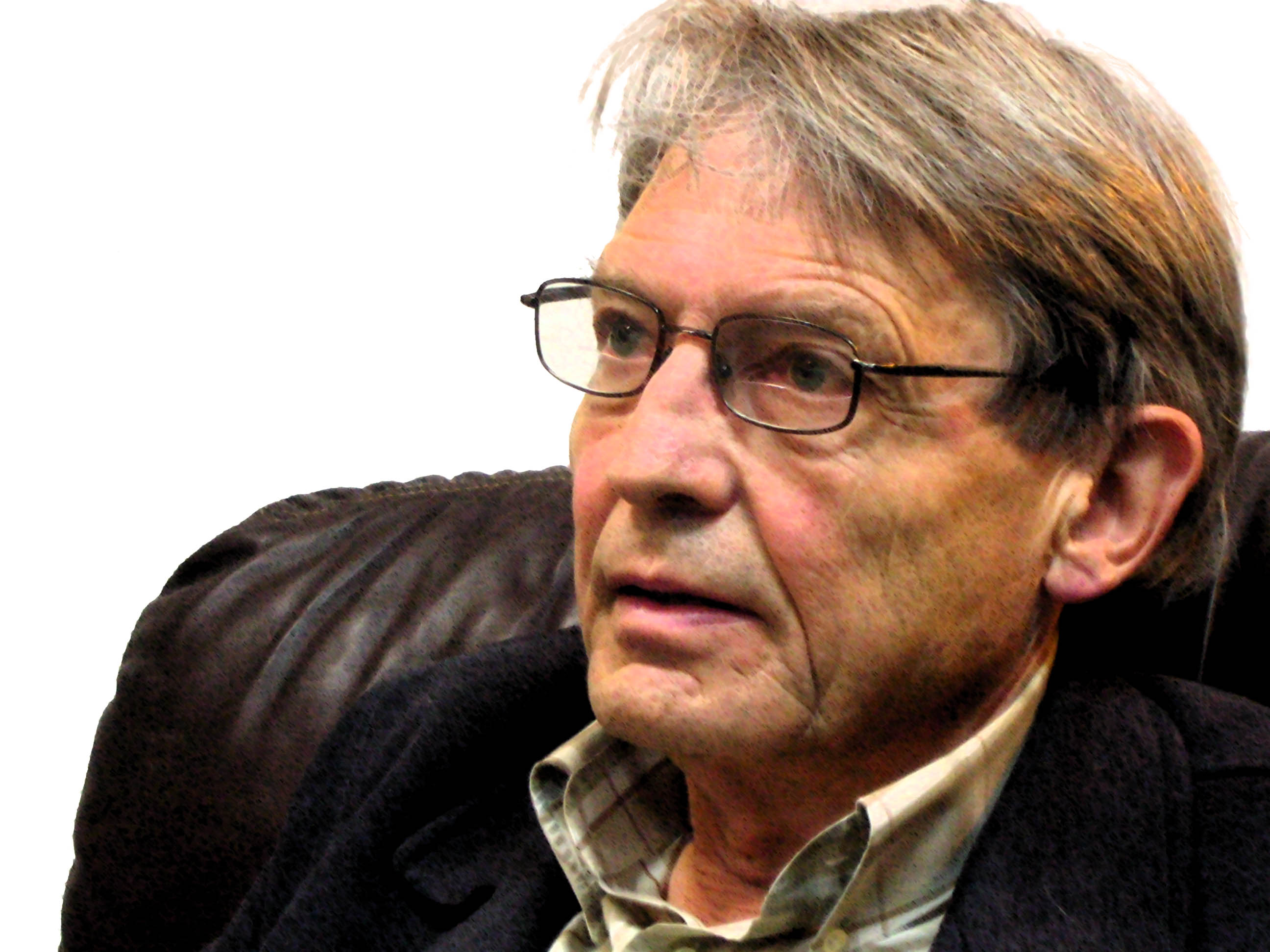
リセ（2008年）

ジャン＝クロード・ラウル・オリヴィエ・リセ（Jean-Claude Raoul Olivier Risset フランス語: [ʁisɛ]、1938年3月13日 - 2016年11月21日）はフランスの作曲家である。コンピュータ音楽の先駆的な研究で知られる。アンドレ・ジョリヴェの教え子の一人であり、ベル研究所でマックス・マシューズの同僚だった。

## 生涯
リセはフランス・ル・ピュイ＝アン＝ヴレで生まれた。
1964年にベル研究所に入所し、マックス・マシューズのMUSIC IVを使って金管楽器の音をデジタルで再現した。トランペットの音をデジタル録音し、ピッチ同期型スペクトル解析ツールを使って音色を解析することで、この楽器の高調波（より正確には部分音）の振幅と周波数が、周波数・時間・振幅に応じて異なることを明らかにした。また、FM合成やウェーブシェーピングなどの音響合成技術の最初の実験を行ったことでも知られている。
リセは、離散的に音階が変化するシェパードトーンを元にして、音程が連続的に上昇（または下降）し続けているように聞こえるが、いつの間にか最初の音に戻っているバージョンを作成した。これは今日では連続リセ音階(continuous Risset scale)またはシェパード＝リセ・グリッサンド(Shepard–Risset glissando)と呼ばれている。また、テンポが連続的に加速（または減速）し続けるように聞こえるリズムで同様の効果を発見している。
1975年から1979年まで、IRCAMのコンピュータ部門長を務めた。1989年、MITメディアラボで初の「1人のピアニストのための二重奏曲」を作曲した。
リセは2016年11月21日にマルセイユで死去した。

## 受賞歴
- 1987年 - 第1回アルス・エレクトロニカ賞（英語版）
- 1990年 - Grand Prix National de la Musique
- 1999年 - フランス国立科学研究センター ゴールドメダル[7]
- 2009年 - ギガヘルツ大賞[8]

## 主な作品
声楽曲
- Dérives, for choir and magnetic tape (1985) 15'
- Inharmonique, for soprano and tape (1977) 15'

管弦楽
- Escalas, for large orchestra (2001) 17'
- Mirages, for 16 musicians and tape (1978) 24'

室内楽
- Profils, for 7 instruments and tape (1983) 18'
- Mutations II for ensemble and electronics (1973) 17'

独奏曲
- Trois études en duo, for pianist (bidirectional MIDI piano with computer interaction) (1991) 10'
- Huit esquisses en duo, for pianist (bidirectional MIDI piano with computer interaction) (1989) 17'
- Voilements, for saxophone and tape (1987) 14'
- Passages for flute and tape (1982) 14'
- Variants for violin and digital processing (1995) 8'

独奏テープ
- Invisible Irène (1995) 12'
- Sud (1985) 24'
- Songes (1979) 10'
- Trois mouvements newtoniens, for tape (1978) 13'
- Mutations (1969) 10'
- Computer Suite from Little Boy (1968) 13'